# 仙姑塔
36°10′25″N 120°28′40.66″E / 36.17361°N 120.4779611°E
仙姑塔位于中国山东省青岛市李沧区九水街道于家下河社区、东川路若水路路口西北角，始建于1923年，为纪念当地于姓奇女而建，现为青岛市文物保护单位。

## 历史
于家下河仙姑塔始建于1923年，为纪念当地因不满父母包办婚姻，绝食而死的于姓姑娘而建。据塔内铭文记载，于姑娘“容止庄静，生而好洁，性婉顺，得亲心”，其父母为其安排婚姻后，对母亲说：“儿此生无尘世缘，强之嫁，即速之死矣”，其父母不听。婚期既近，于姑娘终日闭目而坐，不语不食，数月后忽然开口对其妹妹说：“父母恩今生难报矣。”言罢“跏趺而逝”，年仅23岁，以佛教礼仪下葬，其尸身“体软而轻，面貌如生”，遂被当地人奉为“仙姑”，捐资立塔纪念。有研究认为，“于仙姑”传说与明末即墨马山“刘仙姑”传说、清代即墨七级镇“陈处女”传说极其相似，均具有儒释道三教融合的特点。
“文革”期间，仙姑塔曾遭破坏。1984年4月，仙姑塔列入第一批崂山县文物保护单位。崂山县撤销后，此处划归李沧区，后于2002年8月12日列入第一批李沧区文物保护单位。2002年，为解决仙姑塔年久失修、塔身倾斜开裂、雨水渗漏等问题，李沧区政府和于家下河村共同投资实施修复工程，当年12月竣工。2005年2月5日，仙姑塔列入第七批青岛市文物保护单位。2012年10月30日，李沧区文物管理所在仙姑塔附近一处居民拆迁房地基下发现一口陶制八角“坐化缸”，有村民称其为收殓“于仙姑”的瓮棺，原本埋在仙姑塔地宫中，“文革”时期被人挖出。

## 建筑
仙姑塔为一座八级八角密檐式砖塔，塔身微有卷杀，叠涩出檐。塔基为石质，嵌有“仙娥洞府”碑，碑文记述“于仙姑”生平及建塔缘由经过，前清法部右侍郎王垿撰文，王锡极书丹。塔身二层镌刻有王垿所撰“贞闺仙迹”四字。塔内神龛供奉“于仙姑”塑像。

## 图集
- 仙姑塔旧影
- 仙姑塔院外崂山县、李沧区、青岛市文物保护单位碑，2019年5月
- 仙姑塔，2023年10月